# Nanowar of Steel
Nanowar of Steel est un groupe de power metal italien, originaire de Rome. Le nom de leur groupe est une déformation de Manowar, célèbre groupe de heavy metal. Ils présentent une version humoristique et satirique d'un genre où la musique et les paroles présente habituellement un contenu sérieux ou épique. Le groupe se fait connaître grâce au bouche-à-oreille sur Internet.
Le nom de leur groupe change par la suite, passant de Nanowar à Nanowar of Steel, pour imiter le groupe de heavy speed metal symphonique Rhapsody (désormais Rhapsody of Fire). Ils effectuent également des reprises satiriques de grands classiques du heavy metal : Master of Pizza (parodie de Master of Puppets de Metallica), Emerald Fork (Emerald Sword, de Rhapsody of Fire), The Number of the Bitch (The Number of the Beast, de Iron Maiden)...

## Biographie
Le groupe est formé à Rome au début de 2003. En janvier 2003, Gatto Panceri 666 enregistre la première démo du groupe : six titres, parmi lesquels  The Only Forest of the True Metal and the Other Heavy Minerals (littéralement « La seule forêt du vrai metal et des autres minéraux lourds »), et True Metal of Steel (littéralement « Le vrai metal d'acier »). En février et avril de la même année, Potowotominimak, Uinona Raider et Sir Daniel se joignirent à Gatto Panceri 666. Le groupe était formé. Ils enregistrèrent alors une vraie démo, Triumph of True Metal of Steel, dont ils sortent 1 000 exemplaires. Durant l'année 2004, le groupe commence à composer les chansons qui constitueront l'album suivant. Other Bands Play, Nanowar Gay!, album auto-produit, sorti en juin 2005. Il contient entre autres titres Tricycles of Steel (clin d'œil à Wheels of Fire de Manowar), Entra L'uomo di sabbia (Enter Sandman, Metallica) et The Number of the Bitch  (The Number of the Beast, Iron Maiden). Baffo (Moustachu), qui collabore sur plusieurs titres de l'album, devient membre du groupe.
En avril 2006, Nanowar signe un contrat avec la maison de disques Mystic Empire  pour la distribution de Other bands Play, Nanowar Gay! en Russie. En août 2006, ils participent au festival Metal Dayz Festival, aux côtés de Nevermore et Dark Funeral (parmi les autres) ; le batteur Uinona Raider doit se faire remplacer par Lerd'Rummer, à cause d'une blessure à la main. De ce concert sortira le CD Made in Naples, édition limitée qui sera distribuée à la presse. Le titre rappelle le fameux Made in Japan de Deep Purple.
Le groupe publie, le 15 septembre 2010, l'album Into Gay Pride Ride, également auto-produit. L'album contient de nombreuses reprises : RAP-sody (version rap de la chanson Emerald Sword du groupe Rhapsody of Fire), Blood of the Queens (Blood of the Kings du groupe Manowar), mais également des chansons humoristiques, telles que Nanowar, exaltant le groupe et le comparant à de grands noms du heavy metal,. Look at Two Reels parodie les groupes tels que Blind Guardian et égratigne le guitariste Luca Turilli. On peut reconnaître dans Odino and Valhalla des morceaux d'Ennio Morricone ou bien encore de la lambada. Comme les albums précédents, cet album est mis en libre disposition, que ce soit sur leur site ou sur le site de partage musical Jamendo. À la suite de cet album, le groupe part en tournée en Italie et en Suisse.
Au début de 2014, Nanowar of Steel annonce son nouvel album A Knight at the Opera, qui comprendra treize chansons dont les deux  singles "Giorgio Mastrota"et "Feudalesimo e libertà". En 2015 sort l'album Tour-Mentone Vol.I.
En 2021, le groupe prend un tournant pop en sortant, le 8 février, la chanson Formia.
En 2022, ils se proposent à l'Eurovision en tant que représentants de Saint-Marin.

## Membres

### Membres actuels
- Potowotominimak - chant
- Gatto Panceri 666 - basse
- Uinona Raider - batterie
- Abdul - guitare
- Baffo – chant, chœurs

### Ancien membre
- Sir Daniel – guitare (2003)

### Membre invité
- Lerd'Rummer - batterie (2006, pour le concert du Metal Dayz Festival)

## Discographie
- 2003 : True Metal of the World (démo)
- 2003 : Triumph of True Metal of Steel (démo)
- 2005 : Other Bands Play, Nanowar Gay!
- 2005 : Triumph of True Metal of Steel (avec des morceaux live en bonus)
- 2007 : Made in Naples (album double, édition limitée)
- 2010 : Into Gay Pride Ride
- 2014 : A Knight at the Opera
- 2015 : Tour-Mentone Vol.I
- 2018 : Stairway To Valhalla
- 2019 : Valhalleluja
- 2021 : Italian Folk Metal
- 2023 : Dislike To False Metal
- 2024 : XX Years of Steel (live album)